# パッシラーノ
パッシラーノ（伊: Passirano）は、イタリア共和国ロンバルディア州ブレシア県にある、人口約6,900人の基礎自治体（コムーネ）。

## 地理

### 位置・広がり

#### 隣接コムーネ
隣接するコムーネは以下の通り。
- カステニャート
- カッツァーゴ・サン・マルティーノ
- コルテ・フランカ
- モンティチェッリ・ブルザーティ
- オスピタレット
- パデルノ・フランチャコルタ
- プロヴァーリオ・ディゼーオ
- ロデンゴ＝サイアーノ

### 地震分類
イタリアの地震リスク階級 (it) では、3 に分類される
。